# هوایورو پونکو
هوایورو پونکو (به اسپانیایی: Huayruro Punco) یک کوه در پرو است که در Peru, Cusco Region واقع شده‌است. هوایورو پونکو ۵٬۵۵۰ متر بالاتر از سطح دریا واقع شده‌است.